# Effondrement du pont Francis-Scott-Key
L'effondrement du pont Francis-Scott-Key est un accident maritime survenu le 26 mars 2024 dans l'État du Maryland aux États-Unis à la suite de la collision du porte-conteneurs Dali avec une des piles de l'ouvrage.

## Contexte
Mis en service en mars 1977, le pont Francis-Scott-Key est un ouvrage en treillis qui relie Baltimore à Dundalk (Maryland) en franchissant l'estuaire du fleuve Patapsco là où ce dernier rejoint la Baie de Chesapeake. Long de 2,6 km, le pont comporte quatre voies de circulation et permet le passage d'environ 11,5 millions de véhicules par an.

Le Patapsco est une importante voie fluviale empruntée par les navires qui desservent le port de Baltimore, le plus grand des États-Unis pour le trafic de rouliers et le transport de passagers ; il connaît également un important trafic de vrac, d'acier et de véhicules importés
Le Dali quant à lui a causé en 2016 un premier incident dans le port d'Anvers, en touchant un quai. C'était peu de temps après sa mise à flot.

## L'accident

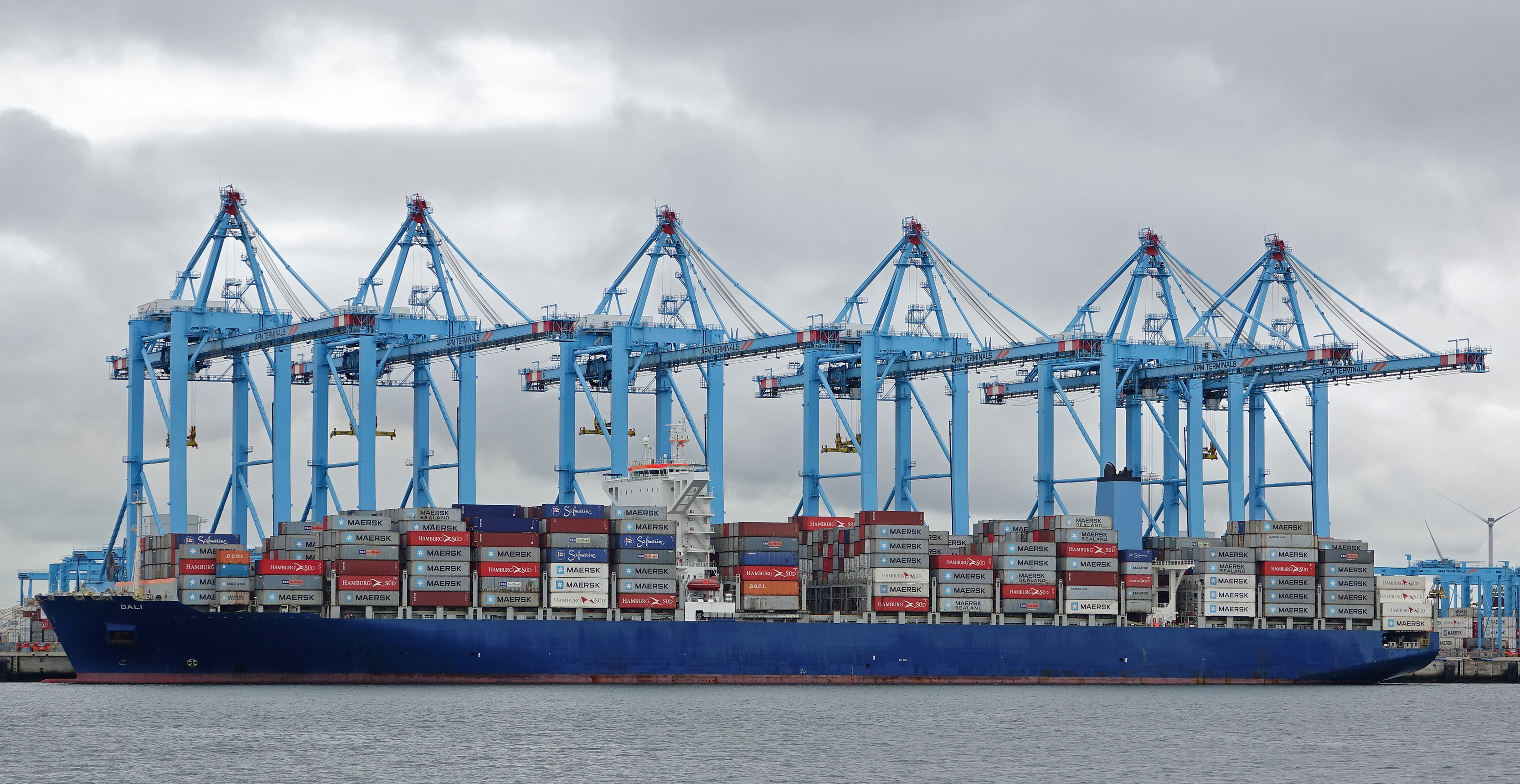
Le Dali en 2018.

Dans la nuit du 25 au 26 mars 2024 à 1 h 28 min 50 s EDT, le pont est percuté par le porte-conteneurs Dali, de 300 mètres de long et 48 mètres de large. Le navire, affrété par le danois Maersk, bat pavillon singapourien. En partance du port de Baltimore, il a pour destination Colombo au Sri Lanka.
Peu après avoir appareillé, le navire subit une avarie électrique qui entraîne la perte de la propulsion et de la manœuvrabilité. Désemparé, il heurte une des piles en béton du pont Francis-Scott-Key, ce qui provoque l'effondrement de la structure métallique en quelques secondes,,,,.
La pile percutée est l'appui en rive droite du tablier suspendu qui, privé de ce support, s'affaisse et se brise en plusieurs endroits. La section du tablier en rive gauche s'effondre à son tour. Des morceaux de la structure métallique restent visibles au-dessus du niveau de l'eau, en partie en appui sur la proue du navire.
Juste avant la collision, l'équipage prévient les autorités de l'imminence de l'accident, ce qui a permis de fermer immédiatement les accès au pont, mais huit ouvriers d'un chantier d'entretien de la chaussée n'ont pu être évacués à temps,,.

Schéma du point d'impact et des parties effondrées du pont Francis-Scott-Key. L'ouvrage est vu de l'aval et la rive droite est donc à gauche.

La partie effondrée du pont comprend les trois travées situées sous la poutrelle métallique et trois autres au nord-est (à gauche des images, à Dundalk, Maryland ; à droite, à Hawkins Point, Baltimore).

## Victimes
Sur le chantier d’entretien, deux des huit ouvriers sont secourus rapidement, dont l'un est dans un état grave. Les autres sont portés disparus,. Il n'y a aucune victime à bord du navire.
Le 27 mars au soir, des plongeurs retrouvent les corps de deux ouvriers dans leur véhicule, à plus de sept mètres de profondeur. Selon le vice-amiral des gardes-côtes Shannon Gilreath, en raison de la basse température de l'eau, il n'y a alors plus d'espoir de retrouver en vie les autres disparus,. Les conditions de visibilité sous l'eau sont extrêmement médiocres (30 à 60 centimètres) et augmentent la dangerosité des plongées, déjà non négligeables en raison des courants et des éléments métalliques immergés ; les recherches sont interrompues.
Un autre corps est retrouvé le 5 avril, puis celui de la dernière victime, Jose Mynor Lopez, ouvrier de 37 ans originaire de Baltimore, est retrouvé mardi 7 mai.

## Conséquences économiques
L'accident provoque l'arrêt de l'activité du port de Baltimore, l'un des ports les plus fréquentés et le neuvième des États-Unis en volume et en valeur pour les marchandises internationales manutentionnées,. Sept navires marchands y sont bloqués.
En 2023, 1,1 million de conteneurs passent par le port, ce qui représente environ 52 millions de tonnes de marchandises du monde entier, pour une valeur totale de plus de 80 milliards de dollars. Plus de 15 000 emplois dépendent directement du port de Baltimore et près de 140 000, indirectement.
En raison du blocage, l’indemnisation que devront verser les compagnies d'assurance pourrait être « la plus élevée jamais versée dans le transport maritime ».

## Suites
Pour Wes Moore, gouverneur du Maryland, il est urgent de rétablir l'accès au port ainsi que le franchissement autoroutier de l'estuaire du Patapsco. La « plus grande grue de la côte Est » est acheminée par le Corps du génie de l'armée des États-Unis pour dégager les débris de la structure qui devra préalablement être découpée. Un couloir de navigation temporaire est créé.
Les coûts de la reconstruction seront couverts en totalité par l'État fédéral, souhaite le président Joe Biden. Une première enveloppe de 60 millions de dollars est versée par le ministère des transports.
Dès le 1er avril 2024, les sociétés singapouriennes Grace Ocean et Synergy Marine, détenant et exploitant le Dali (affrété par Maersk) ont déposé une requête conjointe auprès du tribunal fédéral du district du Maryland afin de limiter leur responsabilité à 43,7 M$. Ce montant représente la valeur du navire et de la cargaison, affranchie du coût des réparations et de sauvetage.
Le gouvernement américain quant à lui réclame 103 M$ envers le propriétaire et l'exploitant.
Selon le Procureur général adjoint, « le propriétaire et l’exploitant du Dali étaient parfaitement conscients des problèmes de vibrations sur le navire qui pouvaient provoquer une panne de courant [(…) Mais] ils ont configuré les systèmes d’une manière qui les empêchait de rétablir rapidement la propulsion et la direction après une panne de courant. ».
Aucun des quatre moyens qui auraient dû être disponibles pour aider à diriger le porte-conteneurs – l’hélice, le gouvernail, l’ancre ou le propulseur d’étrave – n’a fonctionné, d’après les éléments de l’enquête. Pour la division civile du ministère de la Justice, la catastrophe était entièrement évitable.
Les familles des six ouvriers morts dans l'accident ont également porté plainte.
Le procès civil devrait se tenir en 2026, le magistrat chargé de l'affaire ayant déclaré qu'une évolution du droit de la responsabilité civile en matière maritime pourrait en résulter. La demande de limitation de responsabilité effectuée par Grace Ocean et Synergy Marine, respectivement détenteur et exploitant du Dali juste après le dommage se fonde sur le droit maritime des États-Unis et plus spécialement le Limitation of Liability Act of 1851 (en). Cette limitation peut être accordée sous réserve que le propriétaire prouve qu'il n'avait pas eu connaissance au préalable, des défaillances du navire.